# 브리튼의 선사 시대
몇몇 인류 종들이 간헐적으로 브리튼 제도에 100만 년 전부터 살아왔는데 가장 오래된 흔적은 노퍽주 해안에 있는 헤이즈버러 발자국 유적으로 약 8-90만 년 전 유적에 해당한다. 가장 오래된 인류 화석은 서식스주 복스그로브(Boxgrove)에서 발견된 호모 하이델베르겐시스 화석으로 50만 년 전 화석이다. 당시까지 브리튼 제도는 사우스이스트잉글랜드에서 프랑스 북부까지 이어졌으나(Weald-Artois Anticline) 이후 대형 홍수로 인해 단절됐다.
40만 년 전까지 거슬러 오르는 초기 네안데르탈인 화석이 켄트주 스완즈컴(Swanscombe)에서, 22만 5천 년 전까지 거슬러 오르는 네안데르탈인 화석이 웨일스 폰트뉴이드(Pontnewydd)에서 발견된 바 있으나 18만 년 전부터 네안데르탈인이 다시 돌아오는 6만 년 전까지 브리튼 제도에는 인류가 살지 않았다. 4만 년 전에 네안데르탈인이 사라지고 현대 인류가 브리튼 제도에 도달했으나 기후가 추웠기 때문에 오랜 기간 정주하지는 않았고, 이후 영거 드라이아스가 끝난 후 브리튼 제도에 인류가 영구적으로 정착해왔다.
도거랜드가 브리튼 제도와 유럽을 이었으나 해수면 상승으로 인해 해당 지역은 섬과 강 어귀 하구가 모인 곳으로 기원전 7천 년 쯤부터 바뀌었고, 기원전 6,200년에는 완전 가라앉았다.
유럽의 외곽에 위치한 브리튼 제도는 남유럽이나 지중해 지역보다 유럽의 기술 및 문화적 발전을 늦게 수용했다. 기원전 4천 년 경 브리튼 제도에서는 신석기 문화가 꽃피었다. 신석기인들 상당수는 아나톨리아의 농경 집단에서 온 사람들이었고, 이들이 농업을 브리튼 제도에 동반하여 온 것을 가리킨다. 청동기 시대에는 종형 비커 문화가 있었다.
로마인들의 정착 이전에는 브리튼 제도의 역사에 대한 기록이 없었기 때문에 이전 시기의 역사, 문화, 생활 방식은 주로 고고학 증거를 통해 알려져 있다. 고고학 증거는 고대 브리튼인이 신석기 시대부터 유럽 지역과 대규모 해양 무역 및 문화적 연결점에 관여했고, 이는 특히 풍부했던 주석 수출을 통해 이뤄졌음을 나타낸다. 브리튼의 선사 시대에 대한 주요 증거는 고고학 증거지만 유전적 증거도 늘고 있고 영국의 선사 시대에 대한 관점도 진화하고 있다. 이전 시기에도 브리튼 제도에 대한 역사적 기록이 쓰이기는 했지만 율리우스 카이사르의 브리튼 침공이 브리튼 제도의 원사 시대에 대한 기록의 시작점으로 받아들여지고 있다.